# Геостратегічна точка
У військовій стратегії, геостратегічна точка, тобто географічний об'єкт на суші, наприклад, долина або гірський прохід, або на морі, наприклад, протока яку збройні сили змушені проходити, іноді у більш вузькому фронті, і, отже, значно зменшеною військовою потужністю в досягненні своєї мети. Геостратегічна точка дозволяє зменшити кількість людей для оборони через те що супротивник не може використати чисельну перевагу.
Класичні історичні приклади тактичного використання геостратегічних точок: цар Леонід I тримав оборону на перевалі Фермопіли під час вторгнення перського війська під керівництвом Ксеркса та Битва при Азенкурі, де Генріх V завдав рішучої поразки французам, коли вони були змушені атакувати менші англійські війська через вузький прохід в Азенкуртському лісі.
Найважливіші геостратегічні точки були вперше визначенні Джоном Арбетнотом Фішером, в його обґрунтуванні британського колоніалізму (важливі колонії в дужках):
- Ормузька протока між Оманом та Іраном при вході в Перську затоку (ОАЕ)
- Малаккська протока між Малайзією та Індонезією (Сінгапур)
- Баб-ель-Мандебська протока з Аравійського моря в Червоне море (Ємен і Сокотра)
- Панамський канал і Транспанамський нафтопровід з'єднуючи Тихий та Атлантичний океани (Панама)
- Суецький канал і Нафтопровід Сумед з'єднуючі Червоне море та Середземне море (Єгипет)
- Чорноморські протоки: Босфор (з'єднує Чорне море з Мармуровим) і Дарданели (Мармурове море та Середземне море) (Туреччина)
- Гібралтарська протока (Гібралтар)
- Мис Горн (Фолкленди)
- Мис Доброї Надії (Південна Африка)

Інші важливі геостратегічні точки:
- Англійський канал
- GIUK-прохід

Ці дві геостратегічні точки мають важливе стратегічне значення для Королівського військово-морського флоту Великої Британії і по цей день. GIUK прохід є особливо важливим для Королівського військово-морського флоту, щоб його дістатися треба пройти або через сильнозахищенний Англійський канал, або через один з проходів по обидві сторони від Ісландії. Також для британців вельми важливий контроль над стратегічною фортецею Гібралтар при вході до Середземномор'я, Іспанія (північне узбережжя), Франція (узбережжя Атлантики) і Португалія є єдиними континентальними європейськими країнами, які мають прямий доступ до Атлантичного океану таким чином, що не можуть бути легко блокованими у геостратегічній точці Королівськими ВМС. GIUK прохід був стратегічно важливим елементом у холодній війні, Королівському військово-морському флоту було доручено спостереження за радянськими підводними човнами які намагалися проникнути у відкриту Атлантику.

## Значення
Геостратегічні точки залишаються суттєвим питанням сьогодні у світовій економіці і поставці товару, особливо нафти. Двадцять відсотків світової нафти перевозиться через Ормузьку протоку, яка знала попередні конфлікти, такі як знищення літака Іранської авіакомпанії «Iran Air» рейсу 655 американською ракетою у 1988 році. Суецький канал і нафтопровід Сумед проводять 4.5 млн барелів/день. Канал був закритий протягом восьми років після шестиденної війни в 1967 році. У багатьох випадках альтернативні маршрути не існують або непрактичні. Наприклад, замість маршруту Суецький канал/Сумед необхідно долати додаткові 6000 миль навколо мису Доброї Надії.